# Вбивця «Святий павук»
«Вбивця „Святий павук“» або «Священний павук» (англ. Holy Spider) — художній фільм режисера Алі Аббасі, прем'єра якого відбулася у травні 2022 року на Каннському кінофестивалі. Головну роль у картині зіграла Зара Амір Ебрахімі, яка отримала приз фестивалю як найкраща актриса. Фільм увійшов до шорт-аркуша з 15 номінантів на кінопремію «Оскар» у категорії Найкращий іноземний художній фільм.

## Сюжет
Дія фільму відбувається в Ірані, у священному місті Мешхед, де відбуваються вбивства повій. Молода журналістка намагається розібратися у тому, що відбувається. Сюжет заснований на реальних подіях 2001.

## В ролях
- Зара Амір Ебрахімі
- Мехді Беджестані
- Араш Аштіані
- Форузан Джамшиднеяд
- Сіна Парвані
- Німа Акбарпур
- Месба Талеб
- Фіруз Агелі
- Сара Фазілат
- Аліс Рахімі

## Прем'єра та сприйняття
Прем'єра фільму відбулася у травні 2022 року на Каннському кінофестивалі. Зара Амір Ебрахімі була визнана найкращою актрисою. Девід Ерліх з IndieWire зазначив у своїй рецензії, що успіх фільму був би неможливий без гри Ебрахімі: актриса змогла «вдихнути життя в більш-менш звичайну героїню і привнести в роль відчутну пристрасть». Саме Ебрахімі, на думку Ерліха, «своєю рішучістю робить навіть найнереалістичніші припущення фільму правдоподібними».
Джессіка Кьянг з Variety вважає, що «джерелом справжнього жаху служить не вбивця, а реалії майже тотального придушення жінок в ісламській країні, які фільм Аббасі розумно підкреслює кількома вивіреними сценами, що вибиваються за межі архітектури детективного трилера».